# The Scene (miniserie)
The Scene es una miniserie creada por Jun Group. Esta primera película de su tipo estaba dirigida a usuarios de peer-to-peer (P2P), tanto en distribución como en tema y estilo.
La serie se financió a través de acuerdos de patrocinio y se lanzó de forma gratuita en la web y en redes P2P bajo una licencia Creative Commons (atribución, sin obras derivadas).

## Temporadas

### Temporada 1
La historia se centra en Drosan (Brian Sandro), miembro de un grupo de escena ficticio llamado CPX. Drosan se ve obligado por las circunstancias a vender las películas preliminares a distribuidores comerciales no autorizados en Asia.
Cada episodio se filma como una combinación de un video de cámara web que muestra a uno de los actores superpuesto en su escritorio, mostrando conversaciones de correo electrónico, Internet Relay Chat (IRC) y mensajería instantánea. La mayor parte de la acción tiene lugar en la pantalla del ordenador.

#### Reparto
- Joe Testa como Drosan (Brian Sandro)
- Trice Able como melissbliss04 (Melissa)
- Laura Minarich como danaburke123 (Dana Burke)
- Dinarte Freitas como coda
- Noah Rothman como slipknot (Johannes)
- Jill Howell como trooper (Jodi)
- Curt Rosloff como teflon (Ed Koenig)
- Nick White como pyr0 (David)

### Temporada 2
The Scene continuó durante una segunda temporada. En lugar de centrarse en la cultura warez, la segunda temporada echó un vistazo al comercio ilícito de armas que ocurre en línea, ya que el director de la serie vio que la historia de la temporada 1 estaba completa. El ritmo de producción de la serie había cambiado de un episodio mensual a episodios semanales mucho más cortos.

#### Reparto
- Samantha Turvill como sng330 alias Houdini6 alias Lukai (Danika Li)

## Parodia
Cerca del lanzamiento inicial de The Scene , se lanzó en Internet una parodia derivada llamada Teh Scene . Imitó el formato de la serie original y la criticó abiertamente por sus posibles conexiones con grupos que se oponen a la copia no autorizada (y al patrocinio de Sony en general), burlándose de su enfoque amateur de representar a personas que copian y distribuyen software sin autorización utilizando los gestos exagerados del guion. "Teh Scene" presentaba un formato dinámico (a diferencia de la presentación estática de The Scene de un monitor de computadora, en el que aparecería un pequeño video y algunas ventanas de mensajería instantánea).
La parodia también lanzó su primer episodio de la temporada 2 el 1 de noviembre de 2006. Por lo que se ve en el primer episodio de la temporada 2, no tendrán la misma historia o concepto que se ve en la temporada 2 de The Scene.

### Reparto
- Hidrosan
- Jordania como T3hSuppl13r
- Matt Jakubowski (Jaku) como el agente Gryphun Symthe
- LordDusty como el agente Fitzgerald, también conocido como babygurl123